# Häcklinge
Häcklinge är en småort i Valbo socken i Gävle kommun belägen strax söder om Valbo.
I Häcklinge låg ursprungligen Erk-Jons-gården, som under andra världskriget hotades att bli upphuggen som industribränsle, men som räddades och sedermera blev flyttad till Furuviksparken som kulturminne.